# Iwakuni
Iwakuni (japanisch 岩国市, -shi) ist eine Stadt in der Präfektur Yamaguchi, Japan.

## Lage

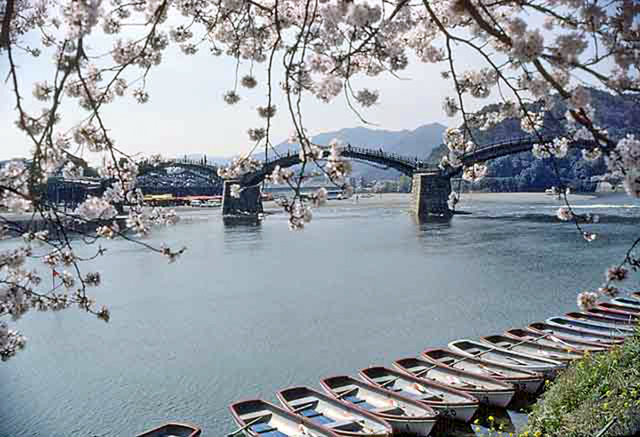
Die Kintai-Brücke

Durch die alte Stadt fließt in nord-südlicher Richtung der Fluss Nishiki. Westlich davon befindet sich der Kikkō-Park (吉香公園 Kikkō-kōen) mit dem Samuraiviertel, der durch die Kintai-Brücke (錦帯橋 Kintai-kyō) mit der westlich davon gelegenen Altstadt verbunden ist.

## Geschichte
Die Stadt war früher der Hauptort des Lehens (Han) Iwakuni. Während der Edo-Zeit hatte die Kikkawa-Familie auf Burg Iwakuni ihren Sitz. Das Einkommen des Lehens wurde während ihrer Herrschaft vom Shōgun von 30.000 Koku auf 60.000 Koku erhöht.
Die alte Stadt erhielt am 1. April 1940 anlässlich einer Gebietsreform den Status als kreisfreie Stadt (shi).
Am 20. März 2006 fusionierte die alte Stadt Iwakuni mit den Kleinstädten (chō) Kuga (玖珂町, -chō), Mikawa (美川町, -chō), Miwa (美和町, -chō), Nishiki (錦町, -chō), Shūtō (周東町, -chō) und Yuu (由宇町, -chō), sowie dem Dorf (son) Hongō (本郷村, -son) des Landkreises Kuga zur neuen, größeren Stadt Iwakuni.

## Verkehr
Der Bahnhof Shin-Iwakuni liegt im alten westlichen Stadtteil, rund fünf Kilometer entfernt von der Altstadt. Er wird vom JR San’yō-Shinkansen angefahren.
Der kapspurige Hauptbahnhof Iwakuni befindet sich rund fünf Kilometer von der Altstadt entfernt, im östlichen Stadtteil der alten Stadt, und wird von der JR San’yō-Hauptlinie bedient. Die Bahngesellschaft Nishikigawa Tetsudō bedient mit der Nishikigawa-Seiryū-Linie mehrere Bahnhöfe in der Stadt und westlich davon gelegenen Ortsteilen.
Der San’yō-Autobahn übernimmt einen Teil des durchfahrenden Verkehrs. Folgende nationale Autostraßen führen durch oder in der Nähe von Iwakuni vorbei: 2, 187, 188 und 189.

## Sehenswürdigkeiten
Die meisten Sehenswürdigkeiten befinden sich in und um die Altstadt. Im Kikkō-Park befindet sich ein Reptilienhaus, in dem sich weiße Schlangen befinden. Diese sollen den Geist der Glücksgöttin Benzaiten verkörpern. Gleich daneben befindet sich die Talstation der Seilbahn, die hinauf in die Nähe der Burg Iwakuni führt. Neben der Talstation befindet sich das historische Museum mit umfassender Sammlung an Samuraiwaffen und -ausrüstung. Alternativ kann auch ein 2,3 Kilometer langer Fußweg benutzt werden, um zur Burg zu gelangen. Ebenfalls in unmittelbarer Nähe der Talstation befindet sich das Mekata-Haus und der Kimun-kaku-Pavillon.

### Kintai-Brücke
Die 1673 errichtete Kintai-Brücke ist auch unter dem Namen Brokatschärpen-Brücke bekannt. Diese wurde 1950 durch eine Flutwelle zerstört, aber 1953 wieder aufgebaut. Zur Feudalzeit durfte sie nur von den Samurai benutzt werden, das gemeine Volk musste mit Booten den Fluss überqueren.

### Burg Iwakuni

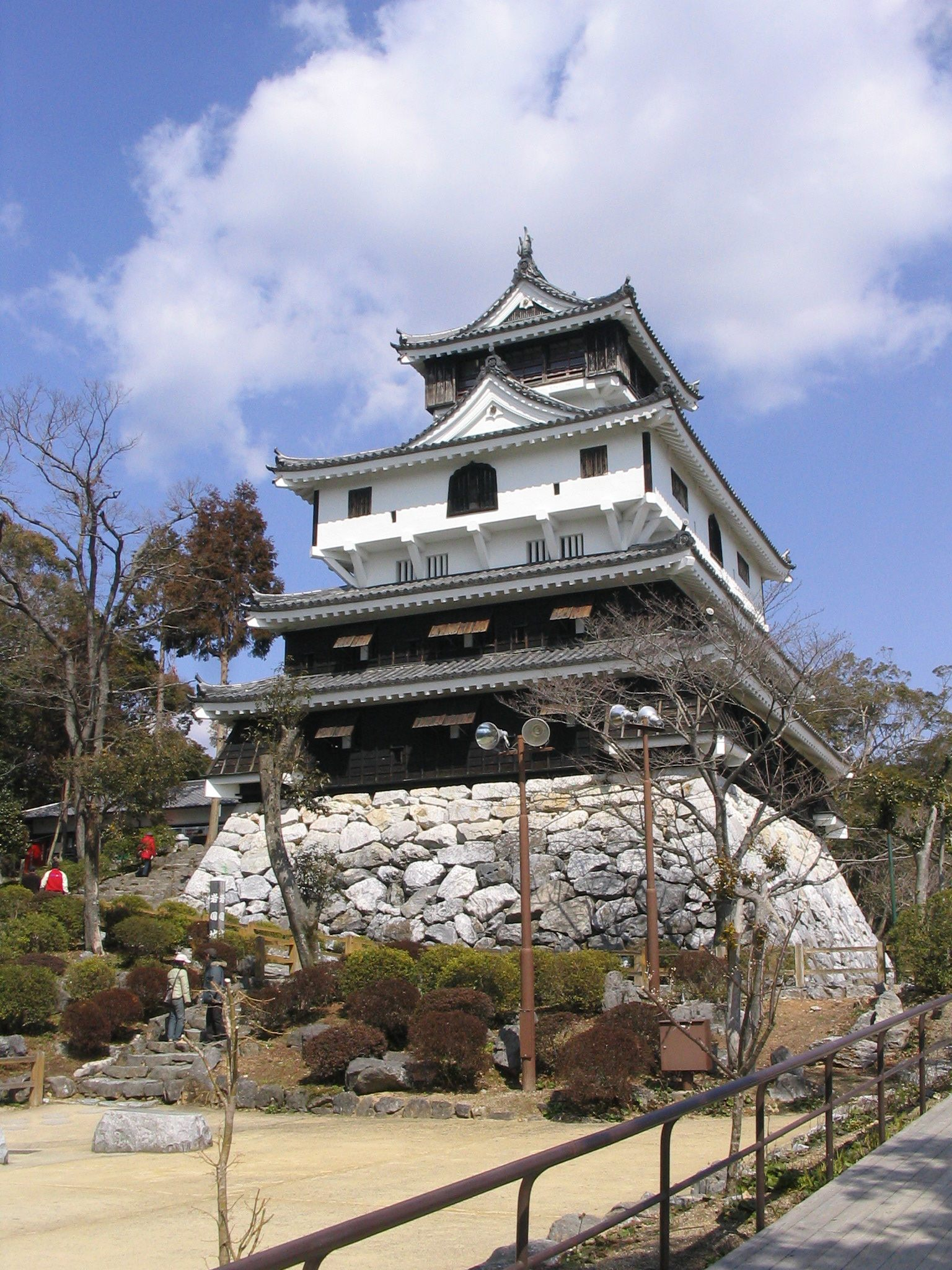
Burg Iwakuni

Die Burg wurde zwischen 1603 und 1608 erbaut, musste aber schon nach sieben Jahren auf Befehl des Daimyō aufgegeben werden. Die nun bestehende Burg wurde 1960 an fotografisch besser gelegener Stelle erbaut.

### Feste
Am 29. April findet das Fest Kintai-kyō-Matsuri statt, während dessen historische Gewänder getragen werden.
Am ersten Samstag im August findet ein großes Feuerwerk statt (Nishiki-gawa Hanabi Taikai).

## Söhne und Töchter der Stadt
- Kumagai Naoyoshi (1782–1862), Waka-Poet
- Uno Chiyo (1897–1996), Schriftstellerin und Modedesignerin
- Hironaka Heisuke (* 1931), Mathematiker
- M. David Mullen (* 1962), Kameramann
- Mikami Shinji (* 1965), Videospiel-Designer (u. a. Resident-Evil-Serie)
- Matthew Kiichi Heafy (* 1986), Sänger und Gitarrist der Band Trivium
- Nicole Ishida (* 1990), Filmschauspielerin
- Arisa Kimishima (* 1995), Leichtathletin und Bobfahrerin

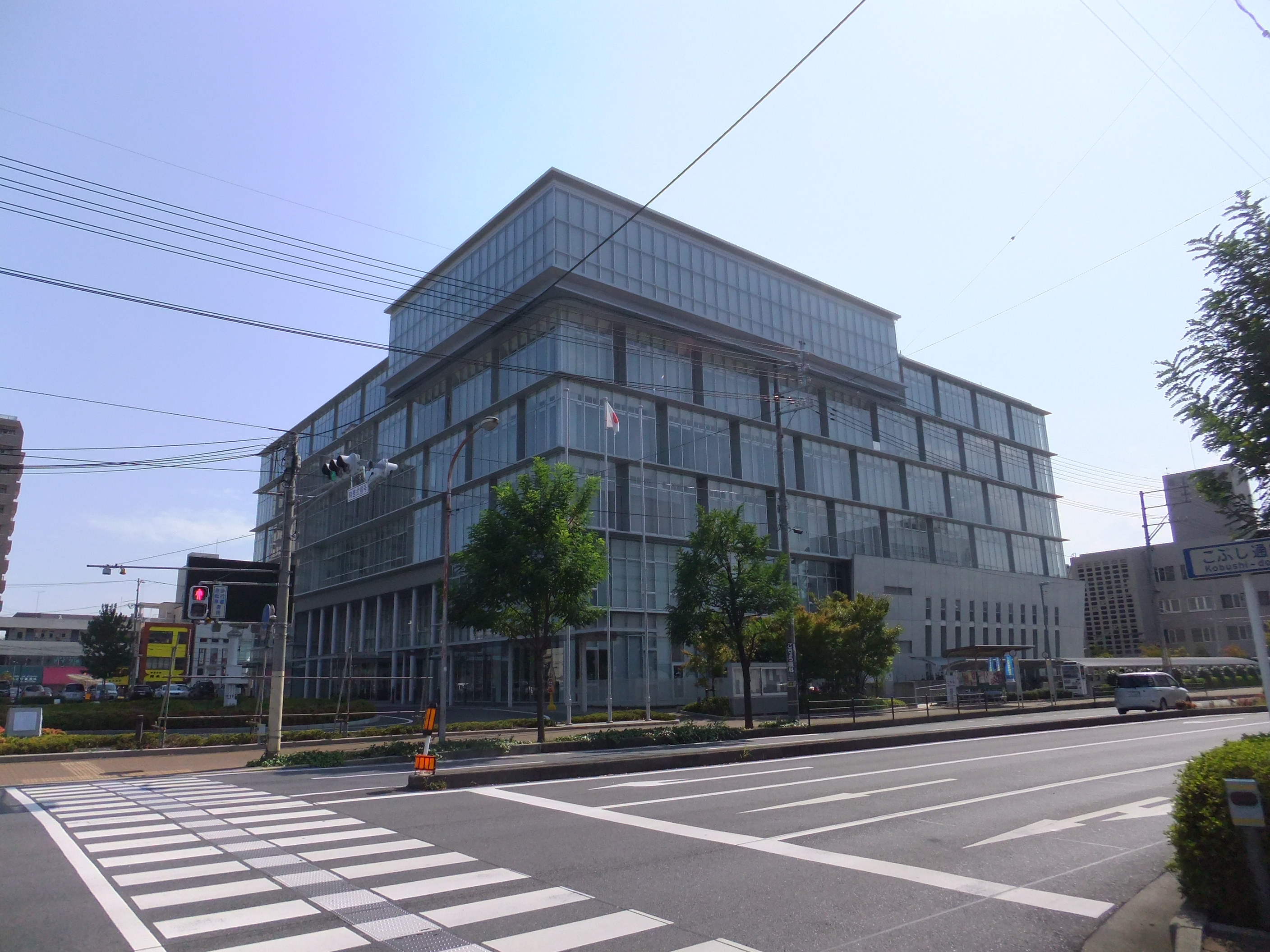
Rathaus von Iwakuni

- Ayumu Kawai (* 1999), Fußballspieler

## Angrenzende Städte und Gemeinden
- Präfektur Yamaguchi
  - Yanai
  - Shunan
  - Hikari
  - Waki
  - Tabuse
- Präfektur Shimane
  - Masuda
  - Yoshika
- Präfektur Hiroshima
  - Otake
  - Hatsukaichi